# Wykłady o wierze

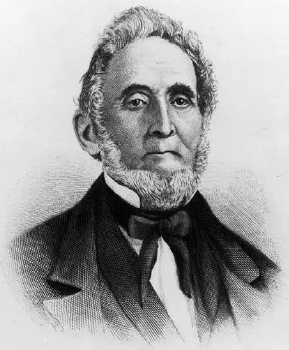
Sidney Rigdon, prawdopodobny główny autor Wykładów o wierze

Wykłady o wierze (ang. Lectures on Faith) – seria siedmiu wykładów poświęconych doktrynie i teologii Kościoła Jezusa Chrystusa Świętych w Dniach Ostatnich przedstawiona w Kirtland w stanie Ohio na przełomie 1834 i 1835.

## Tło
Tekst ten został opracowany na potrzeby szkoły starszych jak również z zamiarem umieszczenia go w Naukach i Przymierzach.

## Treść
Wykłady o wierze poświęcone są trzem głównym tematom: wierze, przedmiotowi wiary oraz wypływającym z wiary skutkom. Zawierają również istotny materiał doktrynalny odnoszący się do natury i atrybutów Boga, natury trzech odrębnych Osób Boskich oraz cudów czy poświęceń.

## Autorstwo
Wykłady nigdy nie zostały uznane za objawienia. Jak jednak zauważył starszy Bruce R. McConkie, członek Kworum Dwunastu Apostołów oraz specjalista w zakresie mormońskiej doktryny, mogą być studiowane jako istotne źródło wiedzy na temat teologii świętych w dniach ostatnich. Ich autorstwo jest niepewne. Przypisuje się je głównie Sidneyowi Rigdonowi. Zapiski Willarda Richardsa kolejno z listopada 1834 oraz stycznia 1835 sugerują również znaczący wkład w nie samego Josepha Smitha. Prawdopodobny jest również wpływ innych osób na proces ich opracowania. Niektórzy autorzy jednak odrzucają dyskusyjność autorstwa wykładów, bez wahania przypisując je w całości Smithowi.

## Status kanoniczny
Ortodoksja oraz autorytatywny charakter Wykładów o wierze została podważona po raz pierwszy przez Orsona Pratta w 1879. Aż do 1921 ukazywały się w niemal wszystkich anglojęzycznych edycjach Nauk i Przymierzy, jak również w wielu, choć nie wszystkich tłumaczeniach tej księgi. Wydanie z 1921 zawierało we wstępie informację o ich usunięciu z tekstu kanonu pism świętych. Dekanonizację wyjaśniono tym, że wykłady nigdy nie zostały przyjęte ani też przedstawione Kościołowi jako coś innego niż wykłady teologiczne lub lekcje. Na decyzję mogła mieć wpływ sprzeczność nauk o odrębnych Osobach Boskich zawartych w wykładzie piątym z późniejszymi objawieniami na ten sam temat, konkretnie z rozdziałem 130. Nauk i Przymierzy. Bezpośrednim skutkiem usunięcia wykładów z kanonu jest ich niewielka znajomość i niska rozpoznawalność w późniejszych generacjach świętych w dniach ostatnich. Zauważono, że ich istotność, tak doktrynalna jak i historyczna nie powinna być mimo wszystko przez wiernych kwestionowana.

## Recepcja
Recepcja wykładów przez świętych w dniach ostatnich jest kwestią dość trudną do wyjaśnienia. Nie wspomina się ich nazbyt często w źródłach czy dziennikach. Joseph Smith nie wspomina o nich w jakimkolwiek miejscu. Oskarżano je jednocześnie o nazbyt protestancki wydźwięk, jak i o niepotrzebne oddalanie mormonizmu od dialogu z protestantami i katolikami. Zwolennicy tych tekstów cenią je z kolei za wyrafinowanie i doktrynalne bogactwo.
Wspomniany już Bruce R. McConkie, wchodzący w skład komitetu odpowiedzialnego za publikację nowej edycji całego mormońskiego kanonu, bezskutecznie domagał się ponownego włączenia Wykładów o wierze do wydania Doktryn i Przymierzy z 1981. Pojawiające się pogłoski o uwzględnieniu ich w rozszerzonej edycji mormońskich pism świętych również nie doczekały się realizacji.
Były publikowane wśród świętych w dniach ostatnich również poza swym obiegiem kanonicznym. Między 1840 a 1843 ukazało się ich wydanie angielskie opublikowane z inicjatywy Parleya P. Pratta, w 1940, 1985 oraz 1990 wydania w Utah, odpowiednio w Salt Lake City i Provo. Opublikował je również niezależnie Sydney Rigdon (1845-1846) oraz Zreorganizowany Kościół Jezusa Chrystusa Świętych w Dniach Ostatnich (1952).